# Banjaruanda
Banjaruanda oder Banyarwanda war lange die Bezeichnung für alle Kinyarwanda sprechenden Ethnien. 
Der Name bedeutet „die Leute von Ruanda“. Dazu gehören die Hutu, die Tutsi, die Banyamulenge und die Twa. Die Banjaruanda siedeln in Ruanda und in einem  etwa ebenso großen Gebiet, das sich nördlich und westlich von Ruanda über Uganda und die Demokratische Republik Kongo erstreckt.